# Lunca Corbului
Lunca Corbului è un comune della Romania di 2 928 abitanti, ubicato nel distretto di Argeș, nella regione storica della Muntenia.
Il comune è formato dall'unione di 9 villaggi: Bumbuieni, Catane, Ciești, Lăngești, Lunca Corbului, Mîrghia de Sus, Mîrghia de Jos, Pădureți, Silișteni.
L'economia del comune è prettamente agricola, con la coltivazione di cereali, della frutta, della vite e con l'allevamento di bestiame.
 I terreni agricoli rappresentano oltre il 70% del territorio comunale, con una superficie complessiva di 7.715 ettari.